# القابس المنصهر

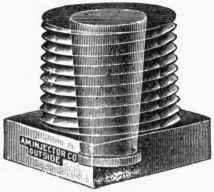
رسم لسدادة منصهر توضح القلب المخروطي.

القابس المنصهر (بالإنجليزية: Fusible plug)‏ القابس القابل للانصهار هو عبارة عن أسطوانة معدنية ملولبة عادةً من البرونز أو النحاس الأصفر أو البرونزي، مع ثقب مدبب يتم حفره بالكامل من خلال طوله. يتم إغلاق هذه الفتحة بمعدن ذي نقطة انصهار منخفضة يتدفق بعيدًا إذا تم الوصول إلى درجة حرارة عالية محددة مسبقًا. كان الاستخدام الأولي للقابس القابل للانصهار كإجراء احترازي ضد انخفاض مستويات المياه في غلايات المحرك البخاري، لكن التطبيقات اللاحقة امتدت استخدامه ليشمل الأوعية المغلقة الأخرى، مثل أنظمة تكييف الهواء وخزانات لنقل الغازات البترولية المسببة للتآكل أو المسالة.

## الغرض

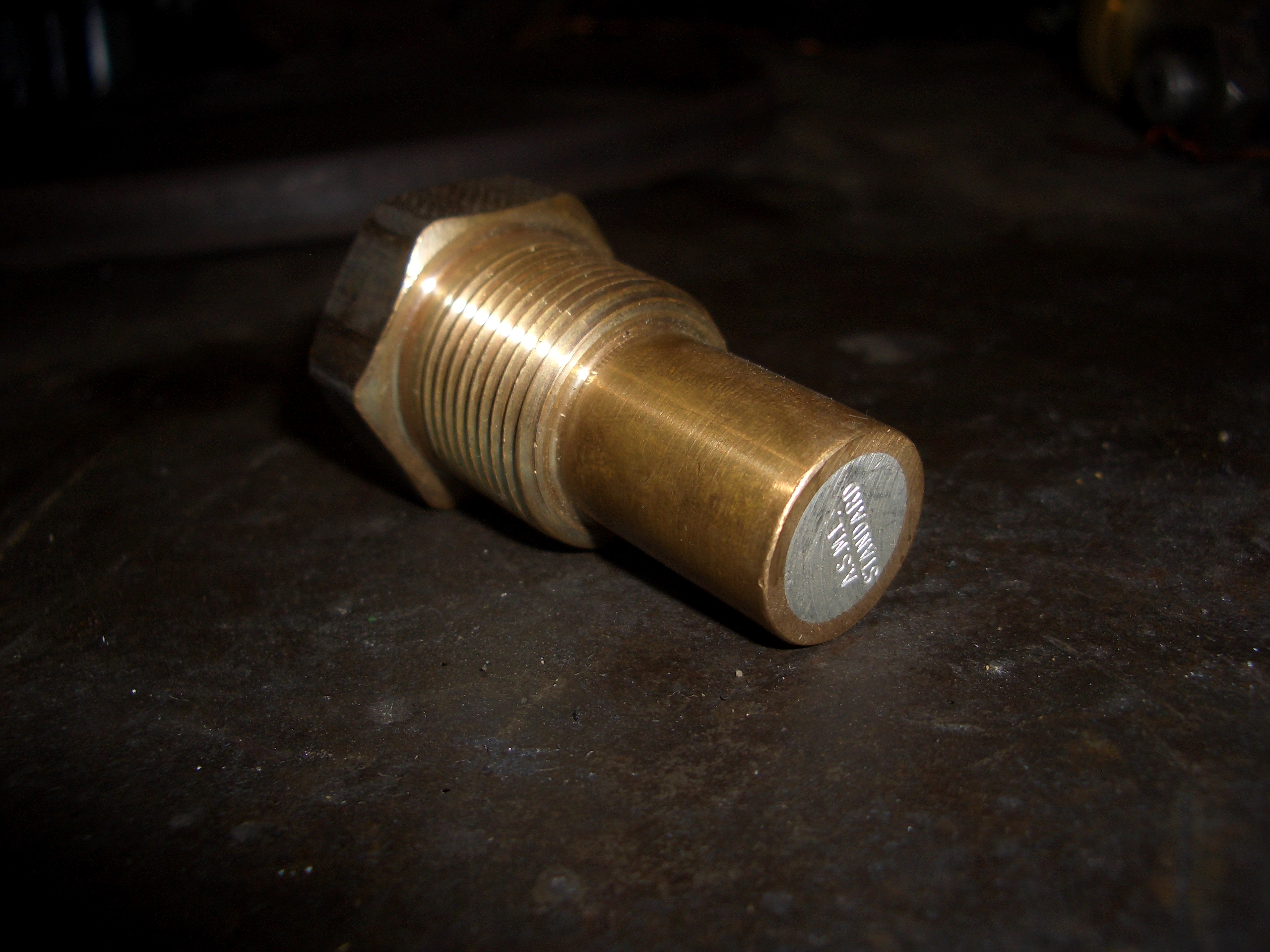
قابس منصهر حديث. نواة المعدن ذات نقطة الانصهار المنخفضة مرئية.

يعمل القابس القابل للانصهار كصمام أمان عند الوصول إلى درجات حرارة خطرة، بدلاً من الضغوط الخطيرة، في وعاء مغلق. في المحركات البخارية، يتم تثبيت القابس القابل للانصهار في الصفيحة التاجية (اللوحة العلوية) لصندوق الاحتراق، ويمتد عادةً حوالي بوصة (25 مم) في مساحة الماء الموجودة فوقه. الغرض منه هو العمل كجهاز أمان أخير في حالة انخفاض منسوب المياه بشكل خطير: عندما يكون الجزء العلوي من القابس خارج الماء يسخن بشدة، يذوب قلب نقطة الانصهار المنخفضة وينتج عنه ضوضاء يعمل إطلاق البخار في صندوق الاحتراق على تحذير المشغلين من الخطر قبل أن يجف الجزء العلوي من صندوق الاحتراق نفسه تمامًا، مما قد يؤدي إلى فشل كارثي في المرجل. يمكن أن تصل درجة حرارة غازات المداخن في صندوق إطفاء المحرك البخاري إلى 1000 درجة فهرنهايت (550 درجة مئوية) ، حيث تنخفض درجة حرارة النحاس، الذي صنعت منه معظم صناديق الاحتراق، إلى حالة لم تعد قادرة على تحمل ضغط الغلاية وضغط شديد. سيحدث الانفجار إذا لم يتم وضع الماء في الغلاية بسرعة وإزالة أو إطفاء الحريق. الفتحة الموجودة في السدادة صغيرة جدًا بحيث لا يكون لها أي تأثير كبير في تقليل ضغط البخار وكمية الماء الصغيرة، إن وجدت، التي تمر عبرها، ولا يُتوقع أن يكون لها أي تأثير كبير في إخماد النار.

## التاريخ
تم اختراع الجهاز في عام 1803 بواسطة ريتشارد تريفيثيك، مؤيد المحركات البخارية عالية الضغط (على عكس الغلاف الجوي) ، نتيجة انفجار في إحدى الغلايات الجديدة. كان منتقدوه حريصون على التنديد بمفهوم البخار عالي الضغط، لكن تريفيثيك أثبت أن الحادث وقع لأن رجل الإطفاء لديه أهمل في إبقاء المرجل ممتلئًا بالماء. قام بالترويج لاختراعه على نطاق واسع، دون براءة اختراع، لمواجهة هذه الانتقادات. 

التجارب
ألقت التجارب التي أجراها معهد فرانكلين في بوسطن في ثلاثينيات القرن التاسع عشر بظلال من الشك في البداية على ممارسة إضافة الماء بمجرد ملاحظة تسرب البخار عبر الجهاز. تم تجهيز غلاية بخار بنافذة مراقبة صغيرة من الزجاج وتم تسخينها بما يتجاوز درجة حرارة التشغيل العادية مع مستوى الماء أسفل الجزء العلوي من صندوق الاحتراق. عند إضافة الماء تبين أن الضغط يرتفع فجأة وتحطم زجاج المراقبة. وخلص التقرير إلى أن ارتفاع درجة حرارة المعدن قد أدى إلى تبخر الماء المضاف بسرعة كبيرة وأن الانفجار كان النتيجة الحتمية. لم يتم الطعن في هذا الافتراض حتى عام 1852: فقد استبعد توماس ريدموند، أحد مفتشي المعهد، هذه النظرية تحديدًا في تحقيقه في انفجار المرجل على السفينة البخارية ريدستون على نهر أوهايو في 3 أبريل من ذلك العام. توصل تحقيق أجري في ويلز عام 1907 إلى نتيجة مماثلة: تم إرسال قاطرة بخارية تابعة لسكة حديد Rhymney بدون قصد مع تركيب صمامات الأمان الخاصة بها بشكل خاطئ. تراكم الضغط في الغلاية إلى الحد الذي تفشل فيه الحقن ؛ انكشف غطاء التاج، وضعفته حرارة النار وانفجر بعنف. رفض التحقيق، الذي قاده الكولونيل درويت من مفتشية السكك الحديدية، النظرية القائلة بأن عمال المحرك قد نجحوا في بدء تشغيل الحقن وأن الفيضان المفاجئ للمياه الباردة تسبب في حدوث مثل هذا الجيل من البخار الذي انفجر المرجل. اقتبس من نتائج التجارب التي أجرتها جمعية مستخدمي Manchester Steam ، وهي هيئة تأمين وشهادة مرجل وطنية، والتي أثبتت أن وزن النحاس الموجود (نظرًا لحرارة معينة) غير كافٍ لتوليد بخار كافٍ لرفع ضغط الغلاية على الإطلاق. . في الواقع، أدت إضافة الماء البارد إلى انخفاض الضغط. ومنذ ذلك الحين، تم قبول أن الإجراء الصحيح في حالة تشغيل القابس المنصهر هو إضافة الماء. 
المقابس القابلة للانصهار محفور

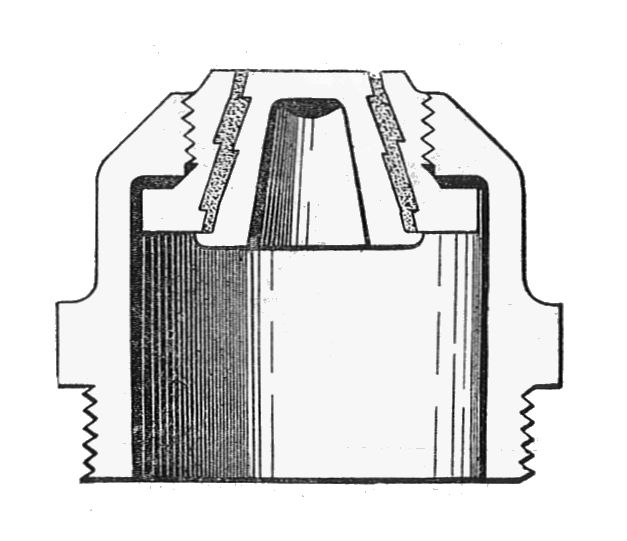
المكونات المنصهرة مع الجوهر

كان التصميم الأصلي عبارة عن سدادة صلبة بسيطة مملوءة بسلسلة من سبيكة ذات نقطة انصهار منخفضة. عندما يذوب، يذوب أولاً كقناة ضيقة عبر القابس. يبدأ البخار والماء على الفور في الهروب من خلال هذا. تم تطوير القابس القابل للانصهار ذو القلب في ستينيات القرن التاسع عشر لإعطاء فتحة واسعة بمجرد أن تنعم السبيكة. يحتوي هذا الإصدار على مركز صلب من النحاس الأصفر أو البرونز، ملحومًا في مكانه بطبقة من سبيكة ذات نقطة انصهار منخفضة. عند السخونة الزائدة، لا يطلق القابس أي بخار أو ماء حتى تذوب السبيكة بدرجة كافية لتحرير القابس المركزي. فشل القابس الآن بشكل كبير، وفتح تجويفه بالكامل على الفور. من المرجح أن يتم ملاحظة هذه الطائرة كاملة التجويف. 

سدادات ذائبة غير ملحوظة
تم العثور على عيب في الجهاز في 7 مارس 1948 ، عندما فشلت ورقة تاج صندوق النار للأميرة ألكسندرا، تتويج المحيط الهادئ لسكك حديد لندن وميدلاند والإسكتلندي، أثناء نقل قطار ركاب من غلاسكو إلى لندن. أثبتت التحقيقات أن كلا مقياسي المياه كانا معيبين، وفي رحلة في وقت سابق من ذلك اليوم ذاب أحد القوابس القابلة للانصهار أو كلاهما، لكن هذا لم يلاحظه طاقم المحرك بسبب السحب القوي الذي يحمل البخار المتسرب بعيدًا عنهم.

## الصيانة
تكوين سبيكة
أظهر التحقيق أهمية السبيكة في تقادم المكونات. تم تفضيل السبائك في البداية لأنها توفر نقاط انصهار منخفضة الانصهار من المعادن النقية. تم العثور على الرغم من أن السبائك قديمة بشكل سيئ ويمكن أن تشجع على تطوير مصفوفة من الأكاسيد على سطح الماء من السدادة، هذه المصفوفة لها نقطة انصهار عالية بشكل خطير تجعل السدادة غير صالحة للعمل. في عام 1888 ، وضعت خدمة فحص Steamboat الأمريكية شرطًا يقضي بأن تكون السدادات مصنوعة من قصدير البنكا النقي واستبدالها سنويًا. هذا تجنب التلوث بالرصاص والزنك. تم اعتبار تلوث الزنك مشكلة خطيرة للغاية لدرجة أن حالة السدادات تم تغييرها أيضًا من النحاس الأصفر (سبيكة من النحاس والزنك) إلى برونز من القصدير والنحاس خالٍ من الزنك، لتجنب خطر انتقال الزنك من الغلاف إلى السبيكة قابس.
شيخوخة المكونات
في عشرينيات القرن الماضي، وجدت التحقيقات التي أجراها مكتب المعايير الأمريكية، بالاشتراك مع خدمة التفتيش على Steamboat ، أنه في حالة الاستخدام، يمكن أن يزيد الطلاء والأكسدة فوق اللب القابل للانصهار من نقطة انصهار الجهاز ويمنعه من العمل عند الحاجة: تم العثور على 2000 درجة فهرنهايت (1100 درجة مئوية) في الأمثلة المستخدمة. تتطلب الممارسة الحالية النموذجية في القاطرات فحص سدادات جديدة بعد «15 إلى 30 يوم عمل (حسب حالة المياه واستخدام القاطرة) أو مرة واحدة على الأقل كل ستة أشهر» ، اعتمادًا على ضغط تشغيل الغلاية ودرجة الحرارة.

## تطبيقات أخرى
يتم تطبيق مبدأ السدادة القابلة للانصهار أيضًا على نقل الغازات البترولية المسالة، حيث يتم تصميم السدادات القابلة للانصهار (أو الرقع الصغيرة المكشوفة من غشاء بطانة الحاويات) بحيث تذوب أو تصبح مسامية إذا تم الوصول إلى درجة حرارة عالية جدًا: يُفضل الإطلاق عند درجة حرارة نموذجية تبلغ 250 درجة فهرنهايت (120 درجة مئوية) على الإطلاق المتفجر ("BLEVE") عند درجة حرارة أعلى. تم تجهيز حاويات الغازات المسببة للتآكل، مثل تلك المستخدمة مع الكلور السائل، بواحد أو أكثر من القوابس القابلة للانصهار بدرجة حرارة تشغيل تبلغ حوالي 158 إلى 165 درجة فهرنهايت (70-74 درجة مئوية).
المقابس القابلة للانصهار شائعة في عجلات الطائرات، عادةً في الطائرات الكبيرة أو عالية الأداء. يمكن أن تؤدي الأحمال الحرارية الكبيرة جدًا التي تفرضها ظروف الهبوط والفرامل غير الطبيعية (و RTO بشكل خاص) إلى ارتفاع الضغط بالفعل في الإطارات إلى النقطة التي قد ينفجر فيها الإطار، لذلك يتم استخدام المقابس القابلة للانصهار كآلية للإغاثة. يمكن توجيه الغاز المنفوخ لتبريد أسطح الكبح.
يتم أحيانًا تركيب المقابس القابلة للانصهار في مستقبلات ضواغط الهواء كإجراء احترازي ضد اشتعال أي بخار زيت تشحيم قد يكون موجودًا. إذا قام الضاغط بتسخين الهواء فوق درجة حرارة آمنة، فسوف يذوب القلب ويطلق الضغط.
تم تجهيز أنظمة تكييف هواء السيارات بشكل شائع بمقابس قابلة للانصهار، تعمل عند درجة حرارة 100-110 درجة مئوية، ولكن من المخاوف بشأن الآثار البيئية لأي غاز تبريد تم إطلاقه، تم الاستيلاء على هذه الوظيفة بواسطة مفتاح كهربائي.
يستخدم نوع من الخزائن المقاومة للحريق الحاصلة على براءة اختراع (نُشرت في عام 1867) سدادة قابلة للانصهار لغمر محتوياتها بالماء إذا كانت درجة الحرارة الخارجية مرتفعة للغاية.